# 李轍 (嘉靖進士)
李轍（？—？），字從道，號夏泉，陝西鳳翔府鳳翔縣人，民籍，明朝政治人物。

## 生平
己酉科（1549年）陝西鄉試第二十四名舉人。嘉靖三十八年（1559年）中式己未科三甲第一百一十四名進士。官四川巴县知县。

## 家族
曾祖李鍾；祖父李仲仁；父李栢，母姚氏。